# COVID-19 в Гайане
Первый случай заболевания COVID-19 в Гайане был задокументирован 11 марта 2020 года. Пациентом оказалась женщина, прилетевшая из Нью-Йорка.

## Общие сведения
12 января 2020 года Всемирная организация здравоохранения (ВОЗ) подтвердила, что новый коронавирус стал причиной респираторного заболевания в группе людей в городе Ухань (провинция Хубэй, Китай), о котором ВОЗ узнала 31 декабря 2019 года
Летальность от COVID-19 намного ниже, чем у SARS, пандемия которого произошла в 2003 году, однако заразность нового заболевания намного выше, что приводит к повышенной смертности.

## Хронология

### Март
11 марта 2020 года в Гайане был зарегистрирован первый случай коронавируса у 52-летней женщины, страдавшей от хронических заболеваний, включая диабет и гипертонию. Женщина умерла в государственной больнице Джорджтауна.
18 марта 2020 года Управление гражданской авиации Гайаны закрыло аэропорты страны для прибывающих международных пассажирских рейсов на 14 дней. Школы были закрыты.
19 марта 2020 года Управление гражданской авиации Гайаны (GCAA) закрыло воздушное пространство Гайаны для всех международных рейсов.
23 марта 2020 года суды Гайаны объявили об ограничении или приостановке рассмотрения дел.
25 марта 2020 года Карен Гордон-Бойл, заместитель главного санитарного врача, объявила, что будут проходить тестирование только люди с признаками инфекции COVID-19 или те, кто выезжал за границу. Панамериканская организация здравоохранения предоставила Гайане 700 наборов для тестирования и 400 наборов для скрининга.
31 марта 2020 года мэр Джорджтауна Убрадж Нарине заявил, что не будет вводить ограничения или комендантский час в отличие от соседних городов.

### Апрель
1 апреля 2020 года стало известно о втором смертельном случае. Жертва — 38-летний бывший техник скорой медицинской помощи. Общее количество случаев составляет 12: 10 случаев в Регионе 4, 1 в Регионе 3 и 1 в Регионе 6. Было протестировано 52 человека.
2 апреля 2020 года президент Дэвид Грейнджер объявлено о закрытии баров, ресторанов и других мест развлечений с 18:00 до 06:00.
3 апреля 2020 года Гайана сообщила о 19 случаях заболевания и 4 смертельных случаях, в результате чего в стране был зафиксирован самый высокий в мире показатель летальности COVID-19 — 21,05%.
Министр здравоохранения объявил, что для жителей Гайаны будет ограничено передвижение по улицам. Национальный комендантский час вступал в силу с 6 вечера до 6 утра. Комендантский час уже был объявлен 30 марта в Регионе 10. Сервис предоставления основных услуг будет работать ежедневно с сокращенным количеством часов работы.
Комиссия гражданской обороны приступила к осуществлению программы помощи, состоящей из продуктов питания и предметов первой необходимости для наиболее уязвимых групп населения.
6 апреля 2020 года Гайана сообщила о 29 случаях.
8 апреля 2020 года было объявлено, что полковник Джон Льюис, который умер 7 апреля, был заражён COVID-19. Его не проверяли, пока он не умер. Его жена умерла от пневмонии 12 днями ранее.
Все почтовые отделения будут закрыты с четверга. Принимаются меры по выплате пенсий пенсионерам.
9 апреля 2020 года Европейский союз объявил о выделении гранта в размере 8 млн. евро, который будет использоваться Карибским агентством общественного здравоохранения. Гайана является одним из 24 членов CARPHA.
6-летнюю девочку поместили в больничный комплекс Линден. Учитывая серьезность болезни, ее планировали перевести в Джорджтаун, однако она умерла через 90 минут. Она была проверена на COVID-19, потому что у нее была температура и проблемы с дыханием. Результат теста был отрицательным.
Министр здравоохранения Волда Лоуренс объявила, что 9 апреля новых случаев не было и что в общей сложности было протестировано 152 человека.
12 апреля 2020 года министерство здравоохранения разрешило частным больницам проводить тестирование на COVID-19.
По данным генерального консульства Гайаны в Нью-Йорке, по крайней мере 34 гайанца умерли от COVID-19 в Нью-Йорке. Премьер-министр Мозес Нагамуту сказал, что в одном только Нью-Йорке застряли от 10 000 до 12 000 человек, но в настоящее время репатриации не будет.